# Думонт (Ајова)
Думонт (енгл. Dumont) град је у америчкој савезној држави Ајова. По попису становништва из 2010. у њему је живело 637 становника.

## Демографија
Према попису становништва из 2010. у граду је живело 637 становника, што је -39 (-5.8%) становника више него 2000. године.
| Група             | 2000.       | 2010.       |
| Белци             | 661 (97,8%) | 614 (96,4%) |
| Афроамериканци    | 2 (0,3%)    | 1 (0,2%)    |
| Азијати           | 1 (0,1%)    | 0 (0,0%)    |
| Хиспаноамериканци | 10 (1,5%)   | 21 (3,3%)   |
| Укупно            | 676         | 637         |